# Pierre J. Dalphond
Hon. Pierre Jacques Dalphond (* 1. Mai 1954 in Joliette, Québec) ist ein kanadischer Jurist und Politiker der Konservativen Partei Kanadas, der unter anderem seit 2018 Mitglied des Senats von Kanada für die Provinz Québec ist.

## Leben

### Studium, Rechtsanwalt und Richter
Pierre Jacques Dalphond absolvierte nach dem Schulabschluss ein Studium der Rechtswissenschaften der Universität Montreal. Ein postgraduales Studium der Fächer Philosophie, Politik und Recht an der University of Oxford schloss er mit einem Master (M. Phil.) ab und war daraufhin in Ottawa erst Angestellter am Obersten Gerichtshof Kanadas sowie im Anschluss Rechtsberater des kanadischen Kronrates, ein politisches Beratungsgremium des kanadischen Monarchen, dessen Mitglieder auf Lebenszeit auf Empfehlung des Premierministers durch den Generalgouverneur ernannt werden. Nach Beendigung dieser Tätigkeit trat er als Rechtsanwalt der landesweiten Anwaltskanzlei „Stikeman Elliott“ bei und spezialisierte sich dort auf Gesellschafts- und Wirtschaftsrecht. 
1995 wurde er zunächst zum Richter am Cour supérieure du Québec ernannt, dem Obergericht von Québec, ehe er 2002 zum Richter am Cour d’appel du Québec, dem Berufungsgerichtshof dieser Provinz berufen wurde. In dieser Funktion verfasste er bis zu seinem Ausscheiden aus dem Richteramt 2014 führende Urteile zu Sprachenrechten, Vereinigungsfreiheit, Meinungsfreiheit, Vertragsrechten, Gewaltenteilung, Sammelklagen, Aufteilung der elterlichen Verantwortung und Missbrauch gerichtlicher Verfahren. 2002 wurde ihm die Queen Elizabeth II’s Golden Jubilee Medal anlässlich des 50-jährigen Thronjubiläums von Königin Elisabeth II. verliehen. Nach seinem Ausscheiden aus dem Richteramt nahm er 2014 wieder eine Tätigkeit als Rechtsanwalt auf und spezialisierte sich auf Schiedsverfahren und Wirtschaftsmediation. Im Laufe seiner Karriere hat er zahlreiche juristische Artikel verfasst, an Fakultäten gelehrt, Vorträge in Kanada und im Ausland gehalten und Schulungsprogramme für Richter insbesondere in der Volksrepublik China, Brasilien und Ruanda organisiert. 2017 wurde er außerdem zum Richter am Internationalen Sportgerichtshof (CAS) ernannt. In Anerkennung der Verdienste wurde er außerdem mit der akademischen Medaille des Generalgouverneurs ausgezeichnet und zum Ehrenmitglied auf Lebenszeit der Young Bar of Montreal berufen.

### Senator
Am 6. Juni 2018 wurde Pierre J. Dalphond auf Vorschlag des Premierministers von Kanada Justin Trudeau zum Mitglied des Senats von Kanada ernannt und vertritt dort seither die Division De Lorimier in der Provinz Québec. Im Senat war er zunächst Parteiloser, trat aber bereits am 8. Juni 2018 der Independent Senators Group (ISG) bei, der er bis zum 20. Mai 2020 angehörte, und ist seit dem 21. Mai 2021 Mitglied der Progressive Senate Group (PSG). Während seiner Senatszugehörigkeit gehörte er verschiedenen Ständigen Ausschüssen und Sonderausschüssen an und ist in der aktuellen 2021 begonnenen 44. Legislaturperiode stellvertretender Vorsitzender der Ständigen Senatsausschüsse für Binnenwirtschaft, Haushalt und Verwaltung. Nachdem er zwischen dem 1. Juni 2021 und dem 26. Februar 2024 stellvertretender Vorsitzender war, ist er seit dem 27. Februar 2024 Vorsitzender der Progressive Senate Group.